# Флавий Петър
Флавий Петър (на латински: Flavius Petrus) e римски политик по времето на управлението на Теодорих Велики.
През 516 г. той е консул без колега.